# Llista de déus grecs
Aquesta és una llista dels déus grecs més importants. La mitologia i la cultura grega recullen en diverses obres la gènesi i els noms dels déus, començat per Homer a la Ilíada i a l'Odissea, els Himnes Homèrics, i sobretot la Teogonia d'Hesíode.
Els déus més importants són els anomenats Olímpics, un grup de dotze grans déus que formaven el consell suprem de l'Olimp. Eren Zeus, Hera, Posidó, Demèter, Hèstia, Atena, Apol·lo, Àrtemis, Hermes, Ares, Afrodita i Hefest. S'hi inclou (com en aquesta llista) també a Dionís, en algunes llistes tardanes.
Els romans van adoptar amb facilitat aquest grup de déus gràcies al precedent dels dii consentes, d'origen etrusc, que era també un consell de dotze déus al que se supeditaven totes les altres divinitats.

## Déus olímpics
El culte grec dels olímpics es remunta al segle vi aC a Atenes i probablement no té precedents a l'època micènica. L'altar dels dotze olímpics a Atenes es data generalment a l'arcontat de Pisístrat el Jove, el 522/521 aC.
El concepte de "dotze déus" és més antic que qualsevulla de les fonts gregues o romanes actuals i és probable que el seu origen provingui d'Anatòlia.
| Deïtat | Descripció |
| ------ | --- |
|        | Afrodita (Ἀφροδίτη) Deessa de l'amor, la bellesa, el desig, el sexe i el plaer. Tot i que estava casada amb Hefest, va tenir molts amants, sobretot Ares, Adonis i Anquises. Era representada com una dona bella i és l'única deessa que apareix nua o semi-nua. Els poetes lloaven la lluïssor del seu somriure. Els seus símbols són les roses i les altres flors, la petxina de pelegrí i la corona de myrtus. Els seus animals sagrats són els coloms i els pardals. El seu equivalent romà era Venus. |
|        | Apol·lo (Ἀπόλλων) Déu de la música, les arts, el coneixement, la cura, la pesta, les profecies, la poesia, la bellesa masculina, el tir amb arc i el sol. És fill de Zeus i Leto, i el germà bessó d'Àrtemis. Com germà i germana, que s'identificaven amb el sol i la lluna, tots dos utilitzen l'arc i una fletxa. En els primers mites, Apol·lo lluita contra el seu mig germà Hermes. En l'escultura, Apol·lo era representat com un home molt formós, un jove amb cabells llargs i un físic ideal. Tot i que era la realització del perfeccionisme, podia ser cruel i destructiu, i els seus amors eren rarament feliços, un exemple va ser el seu intent de captura de la nimfa Dafne, que per evitar-ho es transformà en llorer. Els seus atributs inclouen la corona de llorer i la lira. Apareix sovint en companyia de les Muses. Els animals sagrats d'Apol·lo són els cabirols, els cignes, les cigales, els falcons, els corbs, les guineus, els ratolins i les serps. No tenia equivalent romà. |
|        | Ares (Ἄρης) Déu de la guerra, la sang i la violència. És fill de Zeus i Hera. Se'l representava com un jove, semi-nu amb un casc, llança o espasa, i escut. Homer el retrata sempre de mal humor i poc confiable, i generalment representa el caos de la guerra en contrast amb Atena, deessa de l'estratègia militar i l'habilitat bèl·lica. Era l'amant d'Afrodita. Els animals sagrats d'Ares són el voltor, les serps verinoses, els gossos i els porcs senglars. El seu equivalent romà era Mart. |
|        | Àrtemis (Ἄρτεμις) Deessa verge de la caça, el desert, els animals, les noies joves, el part, la pesta i la lluna. En temps posteriors s'arribà a associar amb els arcs i les fletxes. Era filla de Zeus i Leto, i germana bessona d'Apol·lo. Sovint era representada en l'art com una dona jove, vestida amb un quitó curt fins als genolls i equipada amb un arc de caça i un cartutx de fletxes. Els seus atributs inclouen llances de caça, pells d'animals, el cérvol i altres animals salvatges. Els seus animals sagrats són els cérvols, els ossos i els porcs senglars. El seu equivalent romà era Diana. |
|        | Atena (Ἀθηνᾶ) Deessa de la intel·ligència, l'habilitat, la pau, la guerra, l'estratègia bèl·lica, l'artesania i la saviesa. Segons la majoria de les tradicions, va néixer del cap de Zeus completament formada. Era representada coronada amb un casc amb cresta, armada amb un escut i una llança i emprant una ègida sobre el vestit. Els poetes la descriuen com "d'ulls grisos" o de tenir uns ulls penetrants. Era la patrona de la ciutat d'Atenes (que duu el seu nom). El seu símbol és l'olivera i el seu animal sagrat, que sovint l'acompanya, és el mussol. El seu equivalent romà era Minerva. |
|        | Demèter (Δημήτηρ) Deessa dels cereals, l'agricultura i la collita, el creixement i la nutrició. Demèter és filla de Cronos i Rea i germana de Zeus, amb qui tingué la seva filla: Persèfone. Era una de les principals deïtats dels misteris d'Eleusis, en els quals el seu poder sobre el cicle de la vida de les plantes simbolitzava el pas de l'ànima humana a través de la vida fins a l'altre món. Era representada com una dona madura, sovint amb corona i portant garbons de blat. Els seus animals sagrats eren els porcs i les serps. El seu equivalent romà era Ceres. |
|        | Dionís (Διόνυσος) / Bacus (Βάκχος) Déu del vi, la verema, les festes, la bogeria, el caos, els borratxos, les drogues i l'èxtasi. Es va incorporar als dotze olímpics a l'illa de Cos, i des d'allà a tota Grècia. Era representat en l'art com un déu amb barba de certa edat o bé com un jove efeminat de cabells llargs. Els seus atributs inclouen el tirs (un bastó folrat de cep amb una pinya de pi), una tassa per beure, cep de raïm i una corona d'heura. Sovint estava en companyia del thiasos, un seguici de sàtirs, mènades i el seu tutor Silè. Els seus animals sagrats eren els dofins, les serps, els tigres i els ases. El seu equivalent romà era Líber Pater. |
|        | Hades (ᾍδης) / Plutó (Πλούτων) Déu i rei de l'inframon i dels morts, déu del penediment. La seva esposa era Persèfone. Els seus atributs són la cornucòpia, les claus, el ceptre i el gos de tres caps Cèrber. L'òliba era el seu animal sagrat. Era un dels tres fills de Cronos i Rea i, per tant, sobirà sobre un dels tres regnes de l'univers: l'inframon. Estava casat amb Persèfone. Com que era un déu ctònic, el seu lloc entre els déus olímpics és ambigu. En les religions mistèriques i en la literatura atenenca es fa referència a ell amb el nom de Plutó, i quan es parlava d'Hades es feia referència als inferns pròpiament. Els romans van traduir Plutó com Dis Pater (Pare ric), o simplement van prendre el nom grec de Plutó. |
|        | Hefest (Ἥφαιστος) Déu del foc, la metal·lúrgia i l'artesania. Segons els mites, era fill de Zeus i Hera o només fill d'Hera. Era el ferrer dels déus i el marit d'Afrodita. Era representat normalment com un home amb barba amb un martell, pinces i una enclusa, les eines d'un ferrer i sovint sobre un ase. Els seus animals sagrats eren l'ase, el gos de guàrdia i la grua. Entre les seves creacions principals hi ha l'armadura d'Aquil·les. El seu equivalent romà era Vulcà. |
|        | Hera (Ἥρα) Deessa del cel i del matrimoni, de les dones, el part, els hereters, els reis i els imperis. Era la dona i germana de Zeus i filla de Cronos i Rea. Generalment era representada com una dona en la flor de la vida, portant una diadema i un vel sostenint un bastó amb punta de lotus. Com que era la deessa del matrimoni, les infidelitats de Zeus la portaven als gels i a la venjança. Els seus animals sagrats eren la vaca, el paó i el cucut. El seu equivalent romà era Juno. |
|        | Hermes (Ἑρμῆς) Déu de les fronteres, els viatges, la comunicació, el comerç, el llenguatge i l'escriptura. Era fill de Zeus i Maia. Hermes és el missatger dels déus i un psicopomp que conduïa les ànimes dels morts al més enllà. Era representat com un jove atractiu i atlètic, o també com un home gran amb barba. Els seus atributs inclouen el caduceu, les sandàlies alades i un barret de viatger, el pétasos. Els seus animals sagrats eren la tortuga, el carner i el falcó. L'equivalent romà era Mercuri. |
|        | Hestia (Ἑστία) Deessa verge de la llar, el foc i la castedat. Era una de les filles de Cronos i Rea i germana de Zeus. En l'art grec apareix simplement com una dona amb vel. El seu símbol és el foc de la llar. En algunes versions renuncià al seu lloc com un dels Olímpics a favor de Dionís, i té un paper molt petit en els mites grecs. El seu equivalent romà era Vesta, que a diferent de la seva homòloga, sí era una important deïtat en el món romà. |
|        | Posidó (Ποσειδῶν) Déu del mar, els rius, les inundacions, les sequeres i els terratrèmols. És un dels fills de Cronos i Rea i germà de Zeus i Hades. Governa en un dels tres regnes de l'univers com a rei del mar i de les aigües. En l'art clàssic se'l representa com un home madur de complexitat robusta amb una barba sovint exuberant, portant un trident. Els seus animals sagrats eren el cavall i el dofí. Estava casat amb Amfitrite. El seu equivalent romà era Neptú. |
|        | Zeus (Ζεύς) Déu rei i pare dels déus, el governant de l'Olimp i déu dels cels, el temps, els trons, els llamps, la llei, l'ordre i la justícia. Era el fill petit de Cronos i Rea. Derrocà el seu pare Cronos i guanyà la sobirania dels cels per a si mateix. En l'art se'l representava com un home reial, madur, amb una figura robusta i una barba fosca. Els seus atributs habituals són el ceptre reial i el llamp, i els seus animals sagrats eren l'àguila i el bou. El seu equivalent romà era Júpiter. |

## Deïtats primordials
Aquestes deïtats es coneixen a través de la Teogonia d'Hesíode, i també per l'Orfisme, per Gai Juli Higí, a la seva obra Fabularum Liber, que consta de 277 llegendes curtes mitològiques, i per les referències d'altres autors, que passen per Plutarc i Virgili fins a Ovidi i Ciceró.
| Nom en grec | Nom en català | Descripció |
| ----------- | ------------- | --- |
| Αἰθήρ       | Èter          | El déu de l'atmosfera i de la llum. Hesíode el considera fill d'Èreb i de Nix.                                                                                 |
| Ἀνάγκη      | Ananke        | La deessa de la necessitat, de l'obligació. Era mare de les Moires, i es va convertir en una divinitat de la mort: la Necessitat de morir.                     |
| Χάος        | Caos          | El no-res anterior a la creació, d'on va sorgir tot. És descrit com un buit, un forat sense fons. Va engendrar Èreb i Nix.                                     |
| Χρόνος      | Cronos        | El déu del temps. No se l'ha de confondre amb el tità Cronos, pare de Zeus, Posidó i Hades.                                                                    |
| Ἔρεβος      | Èreb          | El déu de la foscor i de l'ombra, de les tenebres infernals. Fill de Caos i germà de Nix.                                                                      |
| Ἔρως        | Eros          | El déu de l'amor i de l'atracció. Havia nascut al mateix temps que Gea, sorgit directament del Caos, o bé, la tradició més freqüent, fill d'Hermes i Afrodita. |
| Ὕπνος       | Hipnos        | El déu dels somnis. Fill de Nix i d'Èreb, era germà bessó de Tànatos, la Mort.                                                                                 |
| Nῆσοι       | les Nesoi     | Les deesses de les illes i del mar. Cada illa tenia la seva pròpia personificació.                                                                             |
| Οὐρανός     | Úranos        | El déu dels cels, pare dels titans. |
| Γαῖα        | Gea           | Personificació de la fertilitat de la terra, mare dels titans.                                                                                                 |
| Οὔρεα       | els Ourea     | Els déus protectors de les muntanyes. Cada muntanya en tenia un de propi.                                                                                      |
| Φάνης       | Fanes         | El déu de la procreació en els misteris òrfics. |
| Πόντος      | Pontos        | El déu del mar, pare dels peixos i de les altres criatures marines. Fill de Gea i germà d'Urà.                                                                 |
| Τάρταρος    | Tàrtar        | El déu de la part més profunda i fosca de l'inframon. |
| Θάλασσα     | Talassa       | Deessa primordial del mar i dona de Pontos. |
| Θάνατος     | Tànatos       | Déu de la mort. Germà d'Hipnos. |
| Ἡμέρα       | Hèmera        | La deessa que personifica el dia, filla d'Èreb (la Foscor) i de Nix (la Nit).                                                                                  |
| Νύξ         | Nix           | La deessa de la nit, Filla de Caos. |
| Νέμεσις     | Nèmesi        | La deessa de la venjança, la justícia i els càstigs, filla de Nix.                                                                                             |

## Déus del món subterrani
1. Hades: germà de Zeus, de Posidó, d'Hera, d'Hèstia i de Dèmeter, déu del món dels morts (identificat amb el romà Dis Pater).[20]
2. Persèfone: filla de Zeus, esposa d'Hades, amb el que governa conjuntament els Inferns, (anomenada Prosèrpina pels romans).[21]

## Déus menors
1. Eros: déu de l'Amor. Inicialment era un dels grans déus, nascut al mateix temps que Gea i sorgit del Caos. Va passar a ser un nen, sovint amb ales, que es diverteix inflamant els cors dels mortals o portant-los-hi angoixa. Se'l fa fill d'Ares i d'Afrodita, i germà bessó d'Ànteros. Anomenat Cupido pels romans.[9][22]
2. Hèlios: déu del Sol. Fill dels titans Hiperió i Teia, segons Hesíode.[23]
3. Selene: deessa de la Lluna, filla també d'Hiperió i Teia. Pels romans era la deessa Luna.[24][25]
4. Eos: deessa personificació de l'aurora. Anuncia l'arribada d'Hèlios, el seu germà, i germana també de Selene.[26]
5. Pan: déu dels pastors i dels ramats, i de la sexualitat masculina. (Anomenat Faune pels romans).[27]
6. Hècate: deessa relacionada amb Àrtemis, difoni la bondat entre els homes i els concedia els seus desitjos. Presidia els encanteris i la màgia i aviat va ser considerada deessa de la bruixeria.[28]
7. Príap: déu de les vinyes i dels jardins i també de la fertilitat, de l'instint sexual i de la força generadora masculina. Considerat fill de Dionís i d'Afrodita.[29][30]
8. Hebe: deessa de la joventut, filla de Zeus i Hera.[31][32]
9. Ilitia: deessa protectora dels parts i dels nadons, filla de Zeus i Hera.[33]
10. Les muses: filles de Zeus, encarregades de cantar la victòria del seu pare sobre els titans i els gegants, i protectores de les arts de l'oratòria, el teatre, la dansa i la música. De vegades són tres, però normalment nou, i cada una protegeix un tipus d'art.[34][35]
11. Les càrites: deesses de la bellesa i de l'alegria, filles de Zeus i d'Eurínome.[36]
12. Les hores: que vigilaven les portes de l'Olimp i representen el curs regular de la naturalesa i la successió de les estacions. Són germanes de les Moires (els destins) i filles de Zeus i de Temis.[37]
13. Les Nimfes: divinitats menors que apareix sovint al voltant de Dionís i representen de forma capriciosa l'activitat de la natura, defugien la presència dels éssers humans i es refugien de la seva presència en la solitud del bosc. Personifiquen la fecunditat de la natura. Tenien diverses funcions i noms diferents: Oceànides, Nereides, Orèades, Dríades, Melíades…[38][39]
14. Les Nàiades: són les nimfes de l'aigua. Encarnen la divinitat de la font o del curs d'aigua on viuen. De vegades són moltes en un mateix lloc, i es consideren germanes. Homer les anomena filles de Zeus.[40][41]
15. Els Sàtirs o silens són genis de la natura i encarnen la presència masculina al seguici de Dionís. Perseguien a les nimfes i a les mènades mentre ballaven pels boscos.[42]

## Herois divinitzats
1. Hèracles: déu dels herois i protector dels homes. Semidéu, fill de Zeus i d'Alcmena, va pujar a l'Olimp a la seva mort.[43]
2. Orfeu: déu de la música i inventor de la lira. Fill d'Eagre i de la musa Cal·líope.[44]